# Eocuma winri
Eocuma winri är en kräftdjursart som beskrevs av Francis Day 1978. Eocuma winri ingår i släktet Eocuma och familjen Bodotriidae. Inga underarter finns listade i Catalogue of Life.